# Surveyor 6
Surveyor 6 est la sixième sonde spatiale du Programme Surveyor de la NASA, dont l'objectif est d'étudier les caractéristiques du sol lunaire afin de préparer l'atterrissage des missions du programme Apollo. La sonde spatiale est lancée le 7 novembre 1967 et atterrit dans la mer Sinus Medii le 10 novembre 1967. Surveyor 6 est la quatrième sonde spatiale du programme Surveyor à réussir un atterrissage lunaire en douceur et la deuxième mission à obtenir des données de composition in situ sur la Lune. Au total, 29 952 images sont transmises vers la Terre.

## Objectifs de la mission

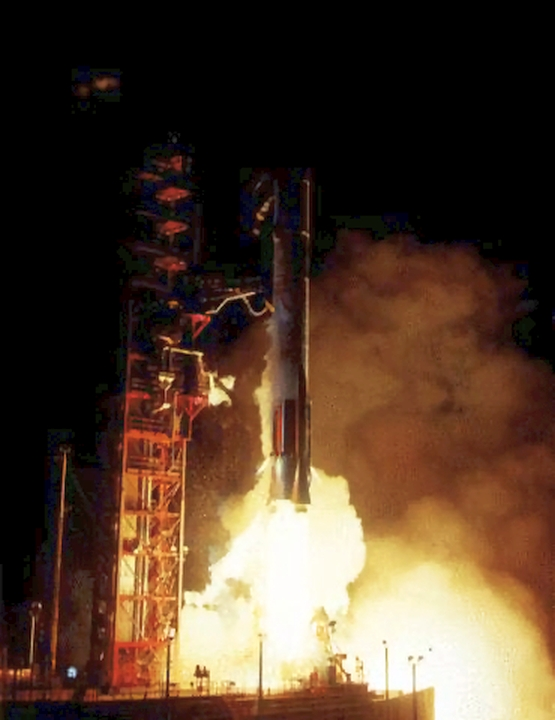
Lancement de Surveyor 6 sur Atlas-Centaur (AC-14).

Les principaux objectifs du Programme Surveyor, une série de sept vols robotiques d'atterrissage en douceur, sont de soutenir les prochains atterrissages des équipages du programme Apollo en : 1° développant et validant la technologie d'atterrissage en douceur sur la Lune ; 2° fournir des données sur la compatibilité de la conception d'Apollo avec les conditions rencontrées sur la surface lunaire ; et 3° enrichir les connaissances scientifiques de la Lune.
Les objectifs spécifiques de cette mission sont d'effectuer un atterrissage en douceur sur la Lune dans la mer Sinus Medii et d'obtenir des images télévisées après l'atterrissage de la surface lunaire.
Les objectifs secondaires sont de déterminer l'abondance relative des éléments chimiques dans le sol lunaire en utilisant l'instrument de diffusion alpha, d'obtenir des données de dynamique d'atterrissage, d'obtenir des données de réflectivité thermique et radar et de mener une expérience d'érosion par moteur vernier.
Cette sonde spatiale est la quatrième du programme Surveyor à se poser avec succès sur la surface de la Lune, à envoyer des images après son atterrissage, à déterminer l'abondance d'éléments chimiques sur le sol lunaire, à obtenir des données dynamiques de l’atterrissage, à obtenir des données thermiques et radar sur la réflectivité et à conduire une expérience sur l'érosion des moteurs verniers.

## Description du véhicule spatial
La structure de base de la sonde spatiale Surveyor se compose d'un trépied de tubes en aluminium à paroi mince et d'entretoises fournissant des surfaces de montage pour les systèmes d'alimentation, de communications, de propulsion, de contrôle de vol et des systèmes de charge utile. Un mât central est à environ un mètre au-dessus du sommet du trépied. Trois jambes d'atterrissage articulées sont fixées aux bas de la structure. Les jambes en aluminium ont des amortisseurs et le mécanisme de verrouillage se termine par trois pieds avec amortisseurs. Les trois pieds s'étendent à 4,3 mètres du centre de la sonde Surveyor. Le véhicule spatial mesure 3 mètres de haut. Les jambes sont repliées pour s'insérer sous la coiffe au lancement.
Une surface de 0,855 m2 avec 792 cellules photovoltaïques est installée au-dessus du mât et génère 85 watts de puissance emmagasinée dans un accumulateur argent-zinc. Les communications sont effectuées via une antenne mobile à gain élevé montée dans le haut du mât central pour transmettre des images de télévision, deux antennes omnidirectionnelles installées aux extrémités du mât pour les liaisons montante et descendante, ainsi que deux récepteurs et deux émetteurs.
Le contrôle thermique est obtenu par une combinaison de peinture blanche, de finition thermique à haute émittance infrarouge et de dessous en aluminium poli. Deux compartiments à contrôle thermique, équipés de couvertures super-isolantes, d'interrupteurs thermiques et de petits radiateurs électriques, sont installés sur la structure de la sonde spatiale. Un compartiment, maintenu entre 5 et 50 °C, abrite les communications et l'électronique pour l'alimentation de la sonde lunaire. L'autre compartiment, entre -20 et 50 °C, abrite les composants de contrôle et de traitement du signal de transmission.
La caméra de télévision est installée près du sommet du trépied et des jauges de contrainte, des capteurs de température et d'autres instruments d'ingénierie sont intégrés dans toute la sonde spatiale. Une cible photométrique est installée près de l'extrémité d'une des trois jambes d'atterrissage et une sur une courte perche s'étendant au bas de la structure. D'autres ensembles de charges utiles, qui diffèrent d'une mission à l'autre, sont installés sur différentes parties de la structure dépendant de leur fonction.
Un capteur solaire, un viseur de l'étoile Canopus et des gyroscopes sur trois axes fournissent une connaissance de l'attitude. La propulsion et le contrôle d'attitude sont assurés par des jets d'azote gazeux froid durant les phases de la trajectoire, trois moteurs verniers durant les phases propulsées, y compris l'atterrissage, et le moteur principal à propergol solide durant la descente finale vers la Lune. La tuyère du moteur principal en acier est installé au centre de la sonde spatiale.
Les moteurs verniers utilisent comme carburant de l'hydrate d'hydrazine et comme oxydant du MON-10 (90 % N2O2, 10 % NO). Chaque chambre de poussée peut produire de 130 N à 460 N de poussée sur commande, un moteur peut pivoter pour contrôler le roulis. Le carburant est emmagasiné dans des réservoirs sphériques installés sur la structure du trépied. Pour la séquence d'atterrissage, un radar d'altitude déclenche la mise à feu de la tuyère principale pour le freinage primaire. Une fois la mise à feu complétée, la tuyère et le radar sont largués et les radars doppler et altimètre sont activés. Ceux-ci fournissent des informations au pilote automatique qui contrôle le système de propulsion des moteurs verniers pour l'atterrissage.
Avec une charge utile pratiquement identique à celle de Surveyor 5, ce véhicule spatial est équipé d'une caméra de télévision, d'une petite barre aimantée attaché à un des pieds pour détecter la présence de matériau magnétique dans le sol lunaire, d'un instrument de diffusion alpha pour étudier la composition de la surface et de miroirs auxiliaires convexes montés sur la structure pour visualiser la surface sous la sonde spatiale, ainsi que l'équipement d'ingénierie nécessaire.
Les principales différences sont que Surveyor 6 a des filtres polarisants sur la caméra de télévision, un type différent de capuchon anti-éblouissement et trois miroirs auxiliaires au lieu de deux. Surveyor 6 a une masse de 1 008,3 kg au lancement et de 299,6 kg à l'atterrissage.

## Description des instruments

### Caméra de télévision
La caméra de télévision embarquée est composée d'un tube Vidicon, de lentilles de 25  et   100 mm de focale, d'obturateurs, de filtres polarisants (par opposition aux filtres de couleur utilisés sur les caméras des sondes Surveyor précédentes), et de l'iris installé sur un axe quasi vertical. La caméra est installée sous un miroir qui peut être déplacé en azimut et en élévation par un moteur pas-à-pas. Les filtres polarisants servent comme analyseurs pour la détection de la mesure de la composante linéaire polarisée de la lumière diffusée par la surface lunaire. Un miroir auxiliaire est utilisé pour visualiser la surface de la Lune sous le véhicule spatial.
La couverture image par image de la surface de la Lune est obtenue sur 360° en azimut et de 90° au-dessus du plan perpendiculaire à l'axe de la caméra et à 60° en dessous de ce même plan. Les deux modes de fonctionnement 600 lignes et 200 lignes sont utilisés. Le mode de fonctionnement 200 lignes est transmis par une antenne omnidirectionnelle à raison d'une image numérisée toutes les 61,8 secondes. La transmission complète d'une image 200 lignes prend 20 secondes en utilisant une bande passante de 1,2 kHz.
La plupart des transmissions consistent en des images de 600 lignes, qui sont transmises par une antenne directionnelle. Ces images sont numérisées toutes les 3,6 secondes. Chaque image nécessite nominalement 1 seconde pour être lue à partir du tube Vidicon et utilise une bande passante de 220 kHz pour la transmission.
La surface optique est la plus propre de toutes les missions grâce à un capot de miroir redessiné. Les images de télévision sont affichées sur un moniteur à balayage lent recouvert d'un phosphore à longue persistance. La persistance est sélectionnée pour correspondre de façon optimale au débit d'image maximal nominal. Une image d'identification de télévision est reçue pour chaque nouvelle image de télévision entrante et est affichée en temps réel à un rythme compatible avec celui de la nouvelle image entrante. Ces données sont enregistrées sur un magnétoscope vidéo et sur un film de 70 mm.
Les performances de la caméra de télévision sont excellentes en termes de quantité et de qualité des images. Entre l'atterrissage lunaire, le « deuxième » atterrissage lunaire et le coucher de Soleil du premier jour lunaire le 24 novembre 1967, 29 952 photos sont prises et transmises vers la Terre.

### Analyseur de surface à diffusion alpha
L'analyseur de surface à diffusion alpha (Alpha-Scattering Surface Analyzer) est conçu pour mesurer directement le taux des principaux éléments chimiques du sol lunaire. L'instrumentation consiste en une source alpha (isotope curium 242) collimatée pour irradier une ouverture de 10 cm de diamètre au bas de l'instrument où se trouve l'échantillon et deux systèmes parallèles et indépendants de détection de particules irradiées. Un système, contenant deux capteurs, détecte les spectres d'énergie des particules alpha diffusées par la surface lunaire, et l'autre, contenant quatre capteurs, détecte les spectres d'énergie des protons produits par des réactions (alpha et protons) dans le matériau du sol lunaire.
Chaque détecteur est lié à un analyseur de hauteur d'impulsion (Pulse Height Analyzer). Un boîtier électronique numérique, situé dans un compartiment de la sonde lunaire, transmet en continu des signaux vers la Terre chaque fois que l'expérience est en cours. Les spectres contiennent des informations quantitatives sur tous les principaux éléments des échantillons à l'exception de l'hydrogène, de l'hélium et du lithium. Le curium recueillit sur les films des collimateurs et est diffusé sur le placage en or sur le fond intérieur de la tête du capteur. Cela se traduit par un fond qui croît graduellement et une réduction de la technique de sensibilité pour les éléments lourds.
Un détecteur de protons est éteint le deuxième jour de fonctionnement en raison du bruit. Un total de 43 heures de données est obtenu du 11 novembre au 24 novembre 1967. Les données finales sont obtenues 4 heures après le coucher de Soleil. Toutefois, après la manœuvre de « saut de puce » de la sonde spatiale du 17 novembre 1967, la tête du capteur se trouve renversée. Les mesures se poursuivent afin d'obtenir des informations sur les protons solaires et le rayonnement cosmique. Par conséquent, les données à des fins de l'analyse chimique de la surface lunaire, le matériau obtenu uniquement durant les 30 premières heures de fonctionnement. Durant cette période, 27 heures et 44 minutes de données sont connues pour être sans bruit et sont donc exploitables.

### Dureté et force portante de la surface lunaire
Dureté et force portante de la surface lunaire (Hardness and Bearing Strength of Lunar Surface), l'objectif de cette expérience est de déterminer la dureté et la force portante du sol lunaire en utilisant des jauges de contrainte, des accéléromètres et des gyroscopes.

## Déroulement de la mission
Surveyor 6 est lancé le 7 novembre 1967 à 07 h 39 min TU depuis l'aire de lancement LC-36A à la base de lancement de Cap Kennedy sur le lanceur Atlas-Centaur (AC-14). L'étage Centaur place la sonde spatiale sur une orbite d'attente terrestre puis elle est injectée sur une trajectoire lunaire à 08 h 03 min 30 s TU. Une manœuvre de correction de trajectoire est effectuée à 02 h 20 min TU le 8 novembre 1967. Surveyor 6 se pose sur la surface lunaire le 10 novembre 1967 à 01 h 01 min 06 s TU dans le Sinus Medii, une région de plane et fortement cratérisée, à 0,4743 N et 358,5725 E (déterminé par les images du Lunar Reconnaissance Orbiter), près du centre de l'hémisphère visible de la Lune.
Le 17 novembre à 10 h 32 TU, les moteurs verniers sont mis à feu durant 2,5 secondes, ce qui fait que Surveyor 6 décolle du sol lunaire de 3 à 4 mètres et atterrit à environ 2,4 mètres à l'ouest de sa position d'origine. Ce « saut de puce » lunaire représente le premier décollage depuis la surface lunaire et fournit de nouvelles informations sur les effets des moteurs verniers sur la Lune et permet la visualisation du site d'atterrissage d'origine et fourni une base de référence pour la visualisation stéréoscopique et la cartographie photogrammétrique du terrain environnant. Le tout sous la supervision du Jet Propulsion Laboratory à Pasadena, en Californie.
La mission transmet des images jusqu'à quelques heures après le coucher de Soleil, le 24 novembre, envoyant un total de 29 952 images. L'expérience de diffusion alpha acquiert 30 heures de données sur le matériau du sol lunaire. Le véhicule spatial est placé en hibernation pour la nuit lunaire le 26 novembre 1967. Le contact avec la sonde lunaire reprend le 14 décembre pour une courte période, mais aucune donnée utile n'est envoyée et la dernière transmission est reçue à 19 h 14 TU le 14 décembre 1967.
Le résultat des expériences montre que la surface a une composition basaltique similaire à celle trouvée sur le site d'atterrissage de Surveyor 5. Les données d'ingénierie et de mécanique des sols indiquent que la force portante de la surface lunaire est plus que suffisante pour supporter les atterrissages habités du programme Apollo. Cette sonde lunaire accomplit tous les objectifs prévus. La réussite de cette mission satisfait aux objectifs du Programme Surveyor envers le programme Apollo.

### Source
- (en) Cet article est partiellement ou en totalité issu de l’article de Wikipédia en anglais intitulé « Surveyor 6 » (voir la liste des auteurs).